# Левобережная (станция метро)
«Левобере́жная» (укр. «Лівобере́жна» (слушать)о файле) — 9-я станция Киевского метрополитена. Расположена на Святошинско-Броварской линии между станциями «Гидропарк» и «Дарница».

## История
Открыта 5 ноября 1965 года. Находится в Днепровском районе. Первая станция Киевского метрополитена на левом берегу Днепра. Получила название по близлежащему жилому массиву Левобережный. Пассажиропоток — 52,6 тыс. чел./сутки.
В 1976 году для увеличения пропускной способности была проведена реконструкция станции — к порталам-входам пристроены 2 вестибюля.
4 октября 2011 года поблизости от станции открыт остановочный пункт Левобережная городской электрички.
18 февраля 2017 года станцию временно закрыли, в связи с реконструкцией к песенному конкурсу Евровидение. 23 марта был открыт отремонтированный восточный вестибюль, который в корне отличался от ранее предоставленных эскизов. Многие киевляне остались недовольны проведённым ремонтом. Окончательно отреставрированную станцию открыли 5 мая.

## Описание
Станция находится между северной и южной половинами Левобережного массива. Рядом расположены театр драмы и комедии на Левом берегу, гостиница «Турист», Левобережный почтамт. 
Станция расположена на эстакаде, наземная открытого типа с островной платформой. Посадочная платформа прикрыта навесом, опирающимся на колонны, расположенные по центру. Платформа соединена лестницами с двумя наземными вестибюлями-порталами, пристроенными к эстакаде.
Из вестибюлей имеются выходы на улицу Евгения Сверстюка.

## Оформление
Оформление станции идентично «Дарнице» и «Гидропарку», станцию отличает только использование в отделке синей плитки.

## Режим работы
Открытие — 5:35, закрытие — 0:06
Отправление первого поезда в направлении:
- ст. «Лесная» — 6:08
- ст. «Академгородок» — 5:41

Отправление последнего поезда в направлении:
- ст. «Лесная» — 0:37
- ст. «Академгородок» — 0:11

## Изображения

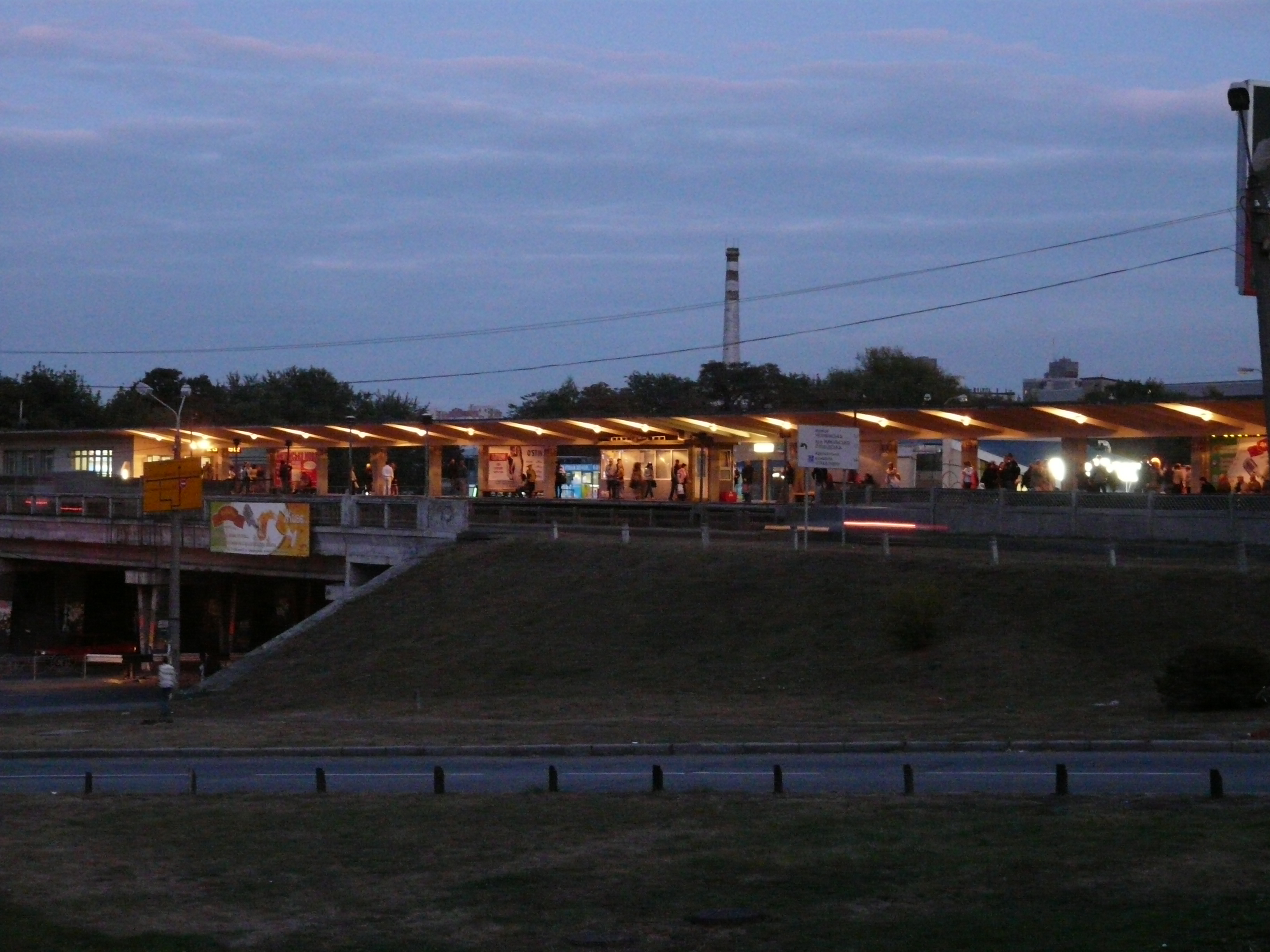
Общий вид станции
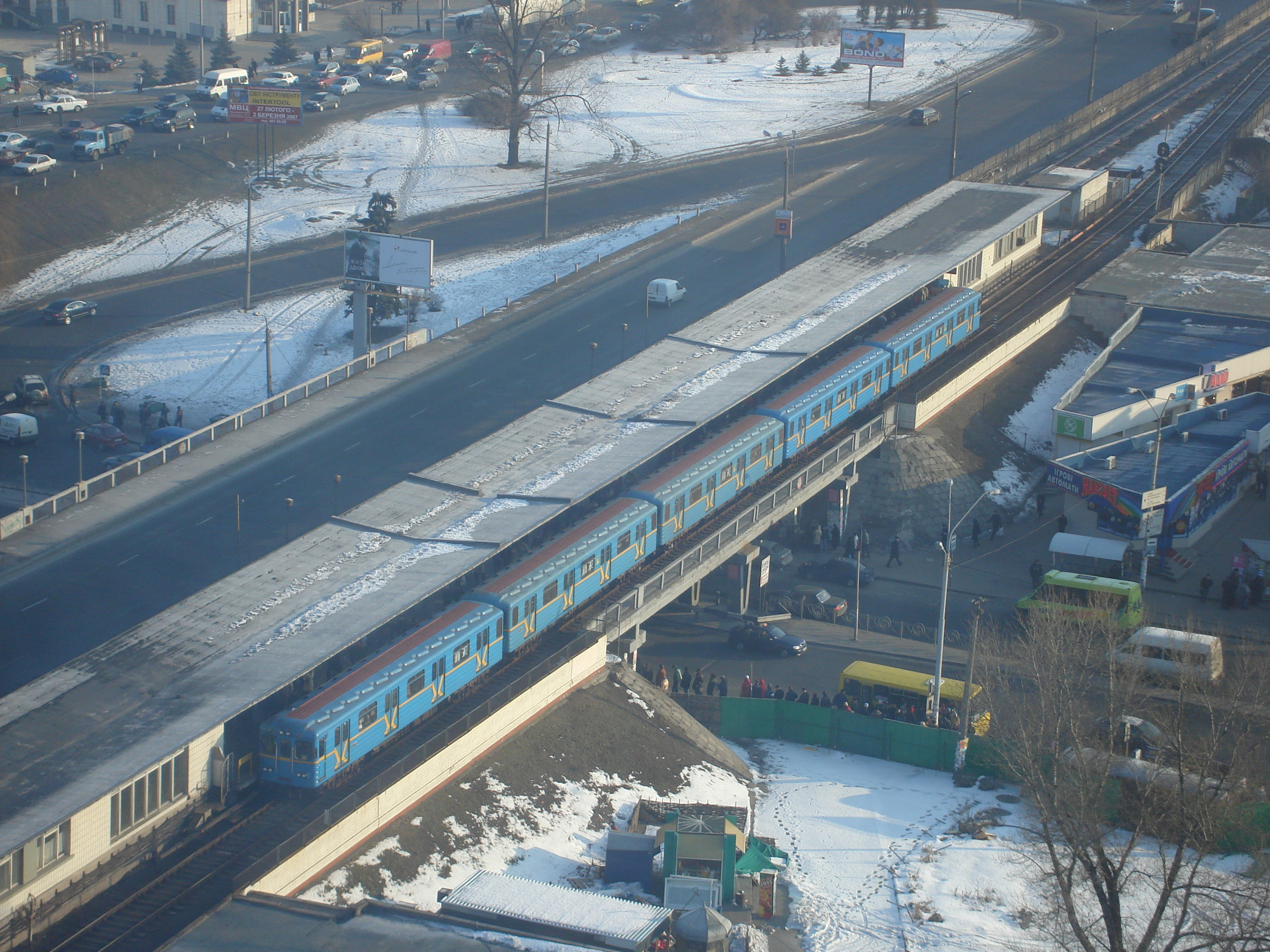
Вид станции с высоты
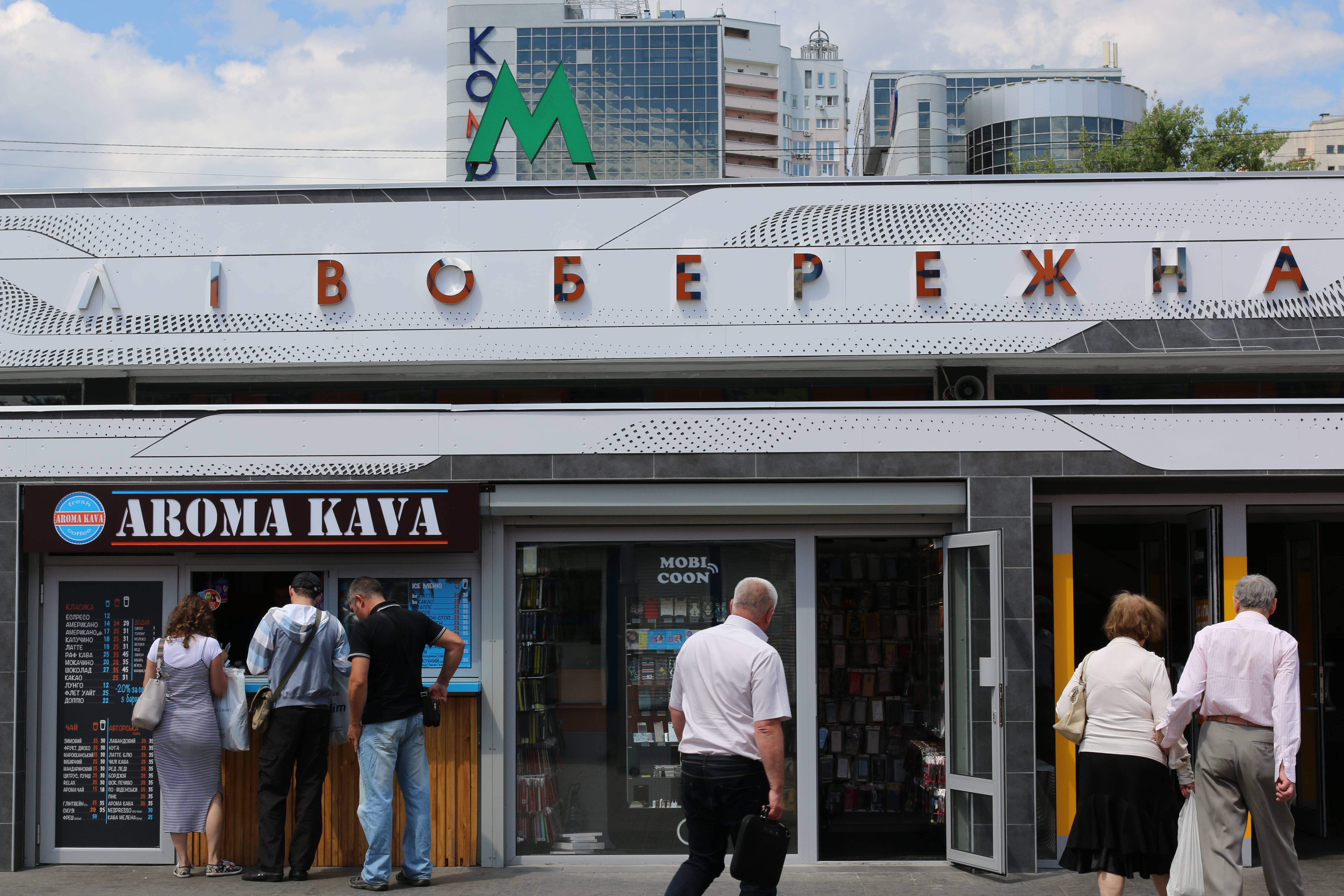
Вестибюль станции снаружи
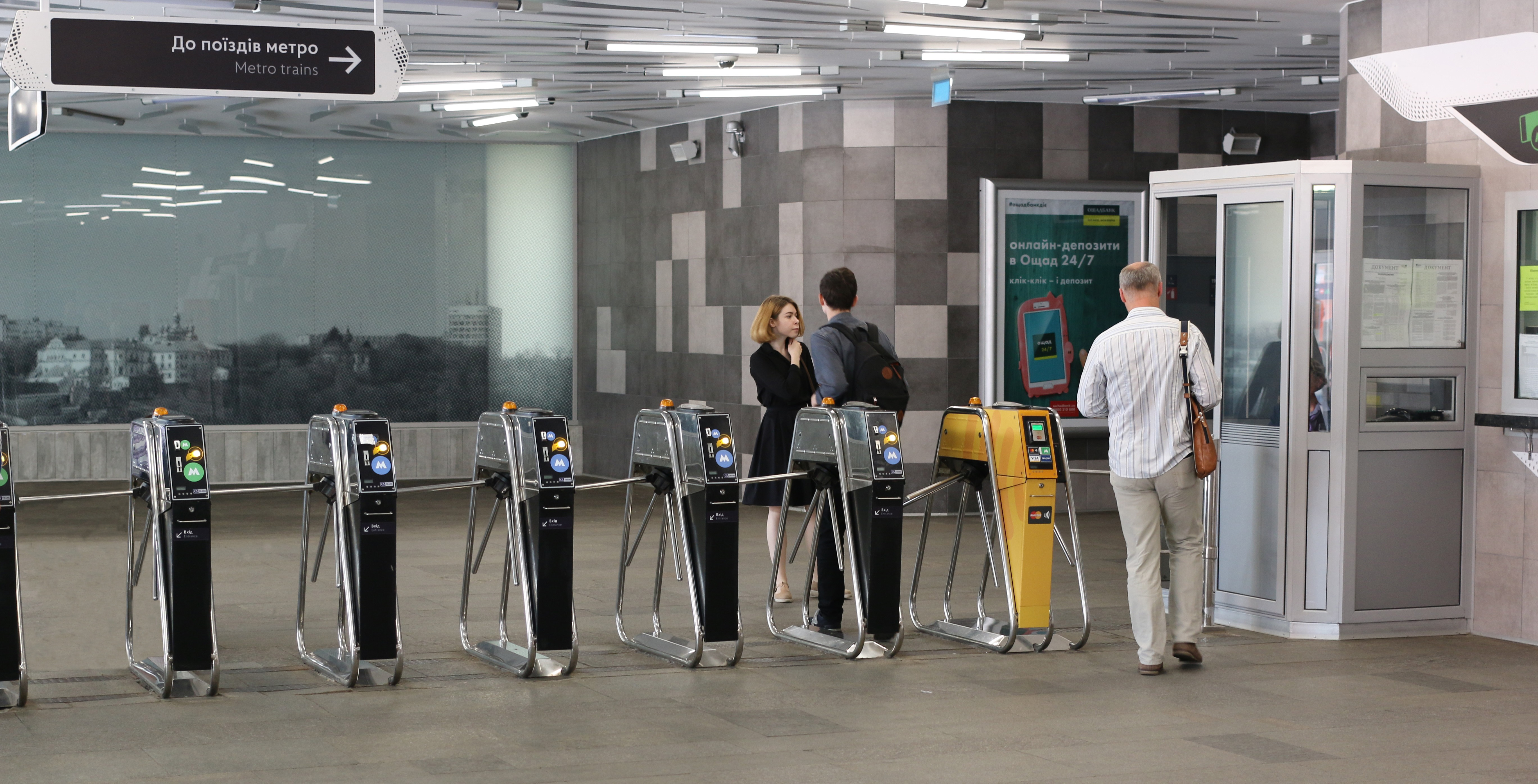
Вестибюль станции изнутри
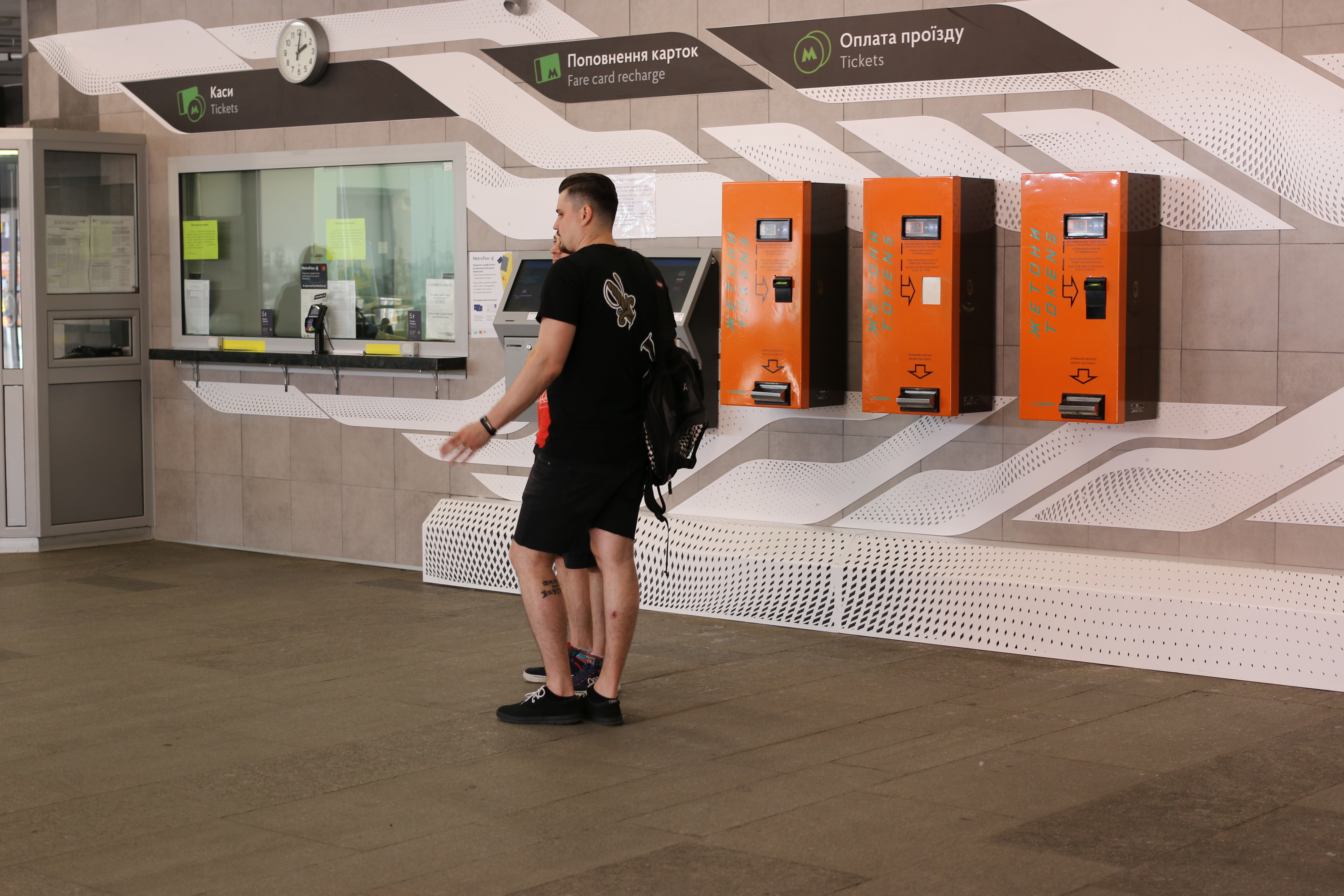
Кассы
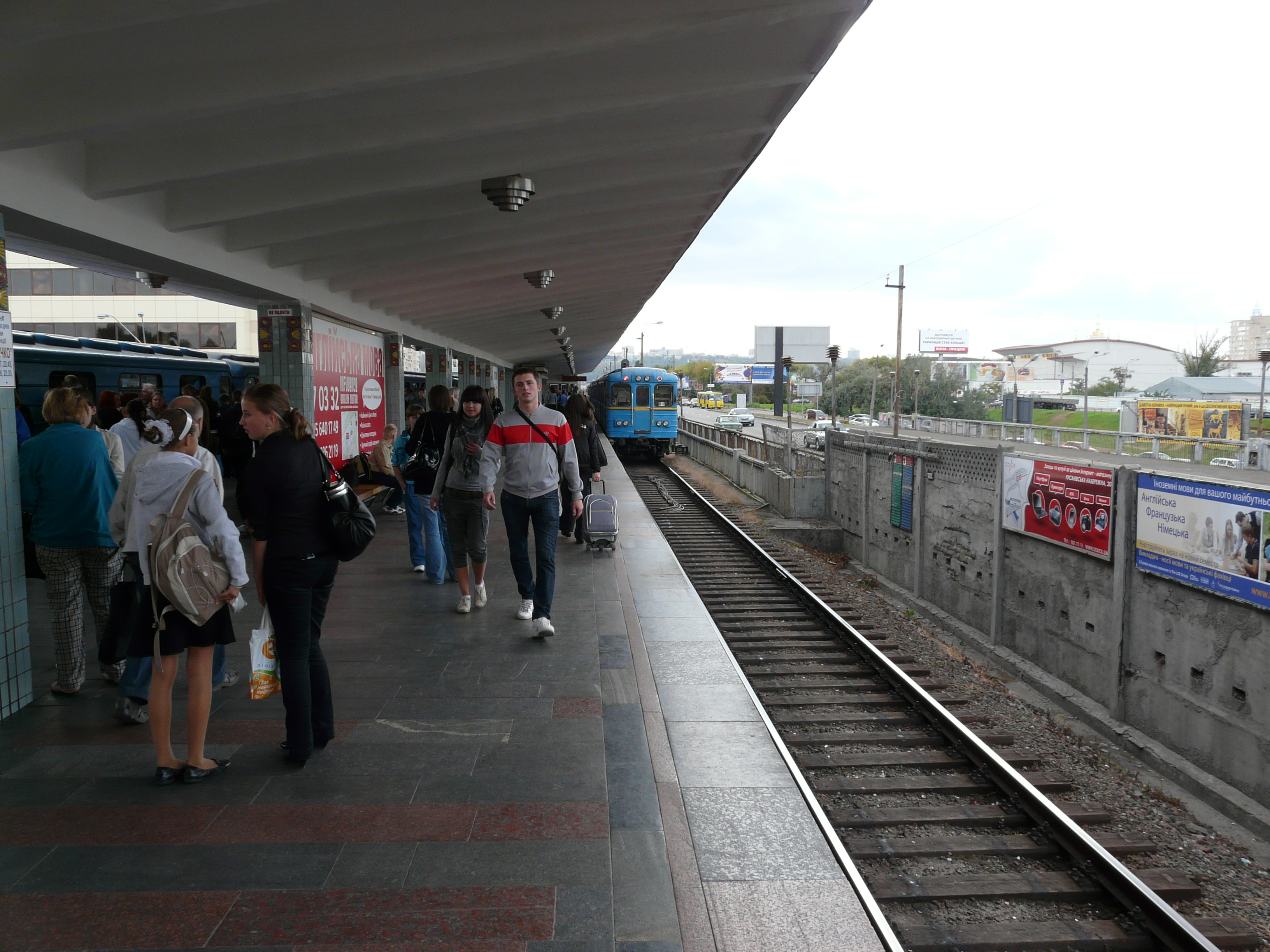
Платформа станции
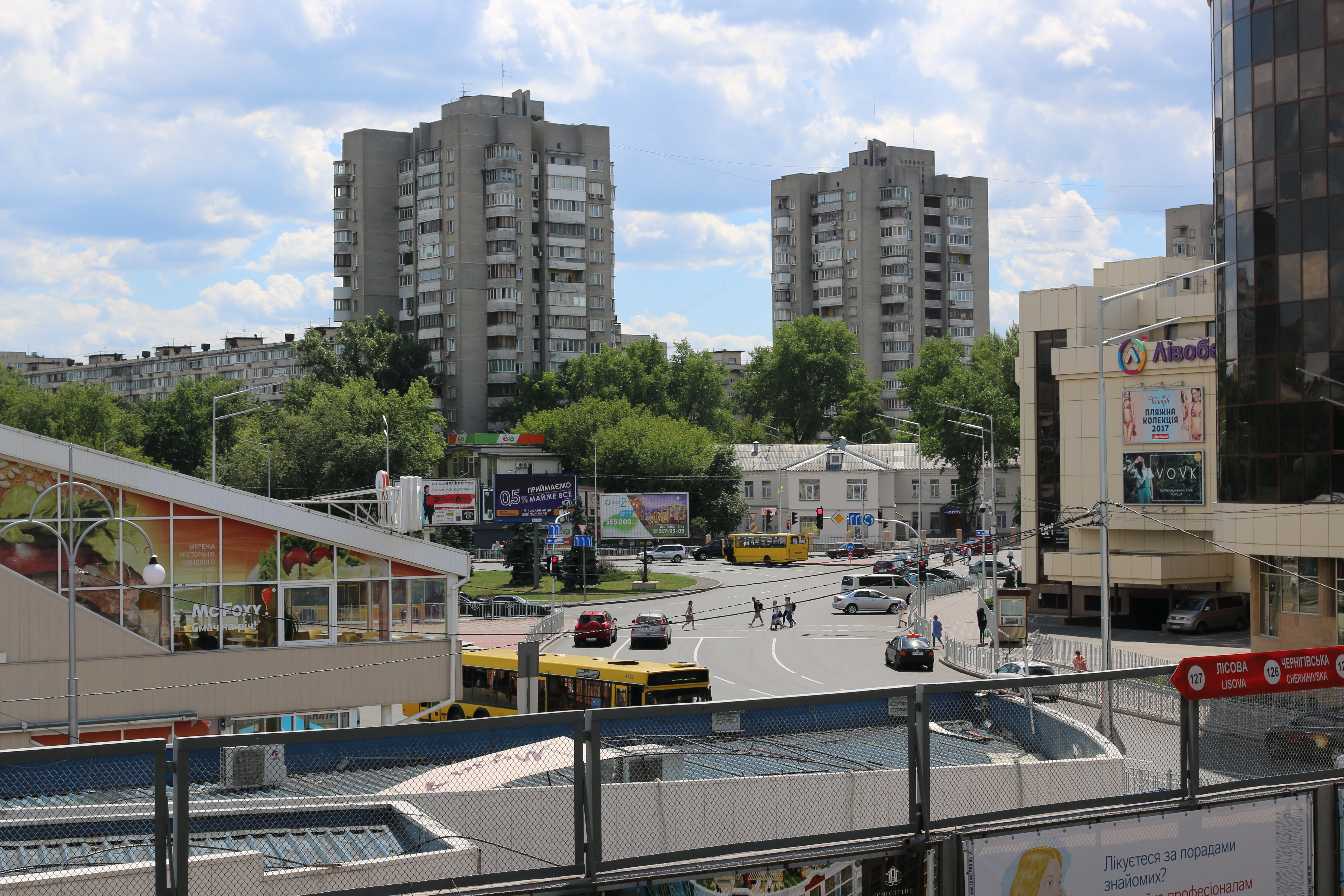
Вид с платформы
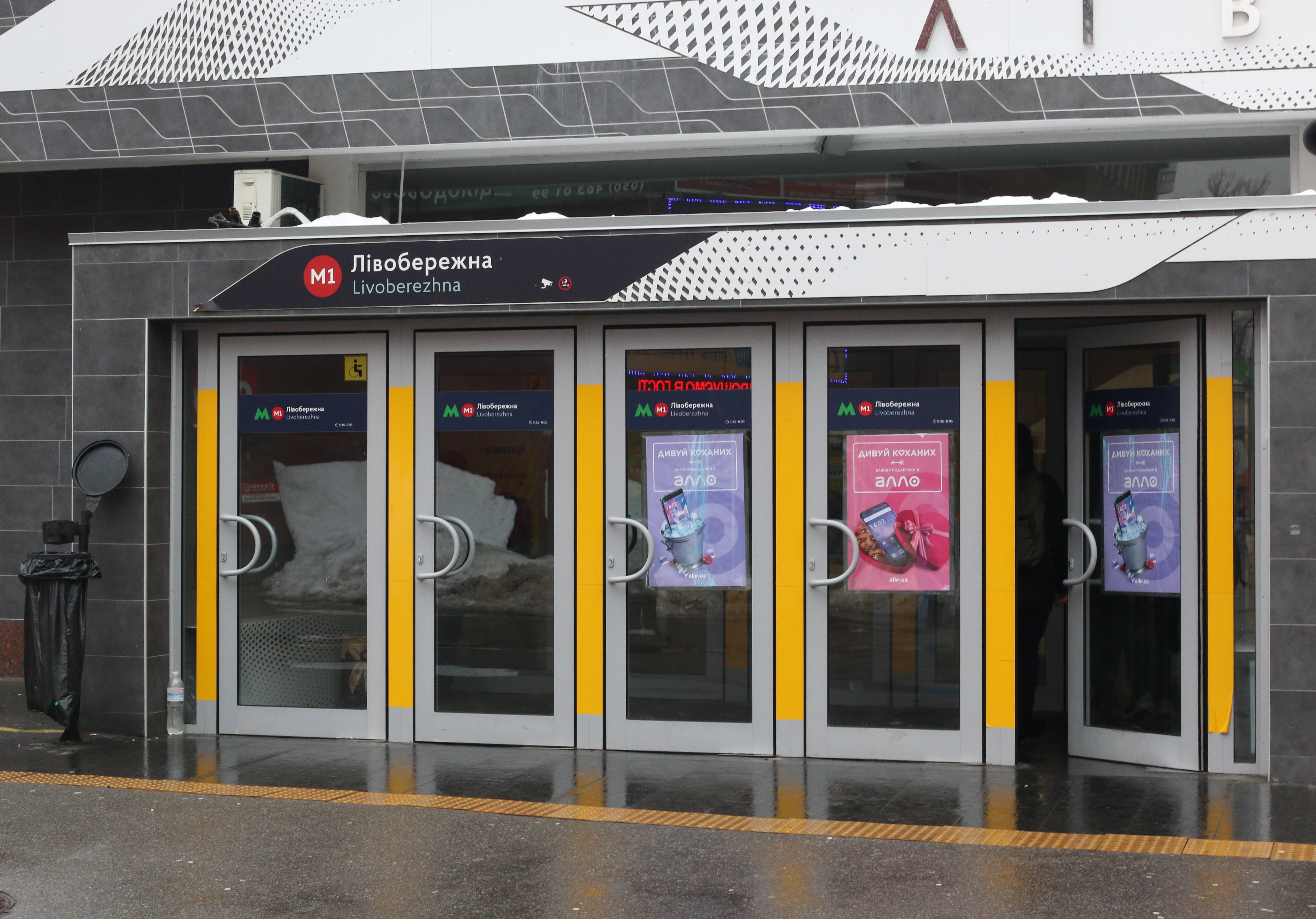
Вход в вестибюль